# Тангуты (деревня)
Тангу́ты  (бур. Тангад) — деревня в Нукутском районе Усть-Ордынского Бурятского округа Иркутской области Российской Федерации. Административный центр муниципального образования «Шаратское».

## География
Деревня расположена в Унгинской долине, на реке Тангутка, в 14 км от районного центра, на высоте 428 м над уровнем моря.

## Население
| 2002 | 2010 | 2011 | 2012 |
| ---- | ---- | ---- | ---- |
| 520  | ↘451 | ↘450 | ↗470 |

## Инфраструктура
Личное подсобное хозяйство с зоной сельскохозяйственного использования, индивидуальная застройка усадебного типа.
Основа экономики — сельское хозяйство.
Отделение почтовой связи № 669403. Тангутская средняя школа.

## Достопримечательности
Обелиск Вечная слава землякам.

## Транспорт
Деревня доступна автотранспортом. Остановка общественного транспорта «Тангуты».